# Trechus uncifer
Trechus uncifer är en skalbaggsart som beskrevs av Barr. Trechus uncifer ingår i släktet Trechus och familjen jordlöpare. Inga underarter finns listade i Catalogue of Life.